# Categoría de anillos
En matemáticas específicamente en teoría de categorías la categoría de anillos denotada por Ring es la categoría cuyos objetos son los anillos y cuyos morfismos son los homomorfismos de anillos (que preservan el elemento identidad). La clase de todos los objetos en Ring es una clase propia.
- Datos: Q5051859